# Oxyelaea elegans
Oxyelaea elegans es una especie de mantis de la familia Tarachodidae.

## Distribución geográfica
Se encuentra en el Congo y Tanzania.